# Darren Randolph
Darren Edward Andrew Randolph (Bray, 12 de maio de 1987) é um futebolista profissional irlandês que atua como goleiro. Atualmente, está sem clube.

## Carreira
Darren Randolph fez parte do elenco da Seleção Irlandesa de Futebol da Eurocopa de 2016.